# صنوبر خشن
صنوبر خشن (الاسم العلمي:Pinus muricata) هي نوع من النباتات يتبع جنس الصنوبر من فصيلة الصنوبرية.

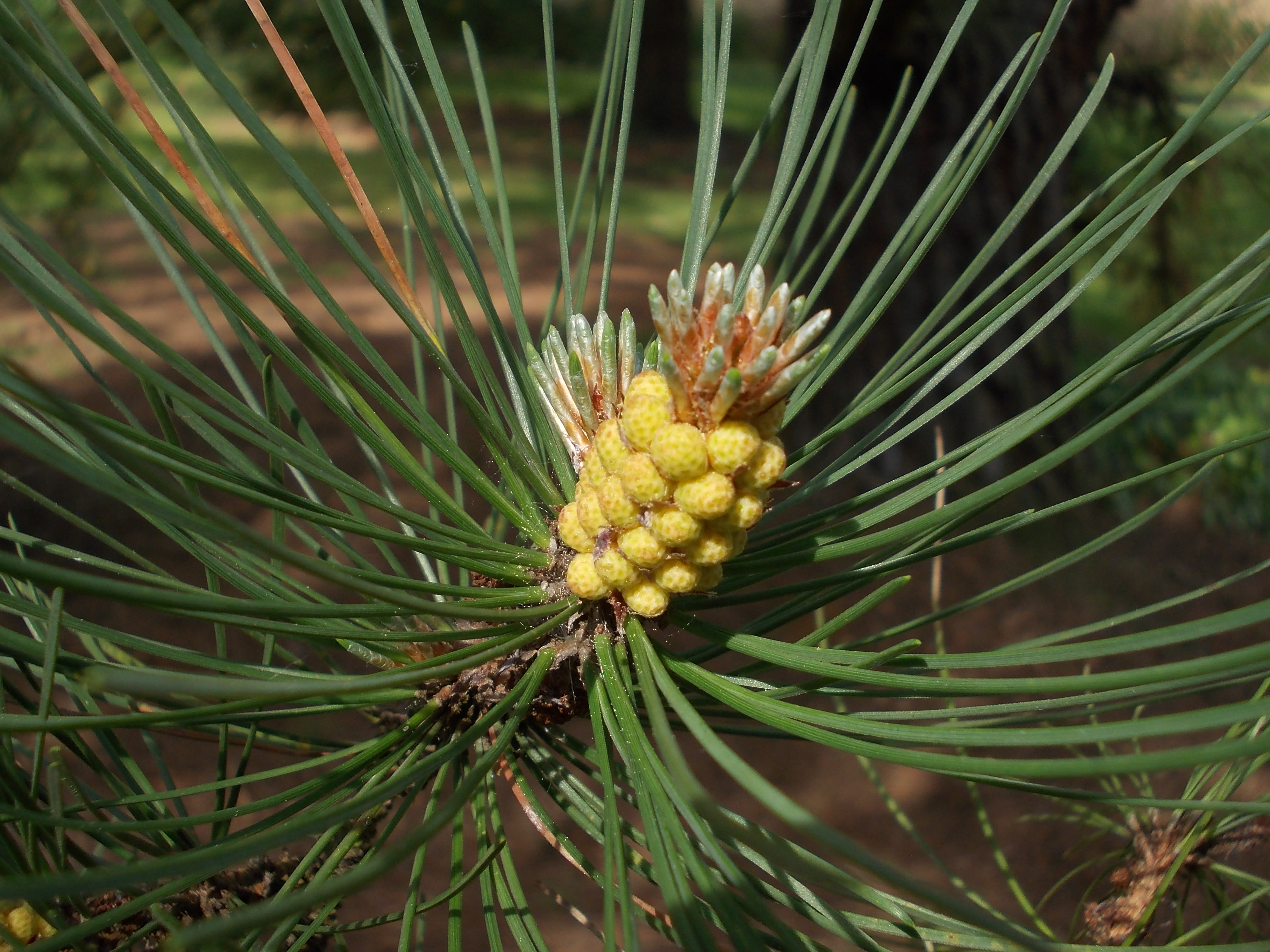
Growing tip of Bishop Pine, showing male cones and the long paired needles